# Kees Goedhart
Kees Goedhart (Diemen, 2 april 1939) is een Nederlandse bestuurder, voorganger, schrijver en zendeling. Hij was voorzitter van de Stichting Opwekking. Daarnaast was hij veertig jaar lang directeur van  Stichting Zending en Gemeente. Hij behoort tot de pinksterbeweging.

## Loopbaan
Goedhart bekeerde zich op achttienjarige leeftijd in Amsterdam tot het christelijke geloof. Hij voegde zich bij de opwekkingsbeweging Stromen van Kracht en trok al predikend door Noord-Holland. Hij trouwde met Fieke Emeis. Drie jaar lang predikte Goedhart onder de Oost-Europese vluchtelingen en kwamen er enkele kerkelijke gemeentes tot stand. Daarna vertrokken zij naar Zuid-Amerika. Na een kort verblijf op Saint Vincent vestigde hij zich met zijn gezin op Saint Lucia. In februari 1969 keerden zij terug naar Nederland. Interne problemen binnen de organisatie Stromen van Kracht lagen hieraan ten grondslag. Veel zendelingen die namens de organisatie uitgezonden waren voelden zich aan hun lot overgelaten. Goedhart richtte de stichting Zending en Gemeente op. Daarmee wilde hij stimuleren dat zending vanuit een plaatselijke gemeente wordt bedreven. In oktober 2009 trad hij terug als directeur van Stichting Zending en Gemeente. Ook was Goedhart in dienst van de evangelische gemeente Menorah in Apeldoorn als oudste en leraar.
Hij was lange tijd een van de vaste sprekers op pinksterconferentie van Stichting Opwekking. Daarnaast trad hij op als spreker binnen evangelisch en pinkster-Nederland.